# Adonis (cheval)
Pour les articles homonymes, voir Adonis.
Adonis est un cheval crème du Hanovre, favori du roi d'Angleterre George III. Son portrait a été réalisé par le peintre britannique James Ward. 

## Histoire
Adonis naît en 1784 au haras d'état de Memsen. Il est exporté à l'âge de sept ans à Londres, à la demande du roi George III. Les chevaux Cream du Hanovre sont en principe dévolus à la traction des attelages royaux. Cependant, George III monte ce cheval qui est son favori lors de ses revues de troupes, ce qui participe de beaucoup à sa popularité. Il le monte notamment lors du simulacre d'escarmouche de Hyde Park en 1798.
Le roi monte cet étalon jusqu'en 1811, alors qu'il est âgé de 73 ans et Adonis de 26 ans.

## Description
Adonis est un étalon de race Crème du Hanovre, c'est-à-dire Cream en anglais. Comme tous les chevaux de cette lignée, il est caractérisé par une couleur blanc-crème, des crins luxuriants et une peau rose. 
Son pelage est parfaitement blanc, il est le seul cheval du haras du Hanovre à avoir cette couleur de robe à son époque. Il est né blanc (whiteborn), au contraire de la majorité des chevaux de son époque. Il atteint la taille de 15,2 mains (1,54 m) à l'âge adulte.

## Origines
Les Cream ont des origines principalement danoises et espagnoles. Leur race s'est éteinte au début du XXe siècle.

## Héritages et honneurs

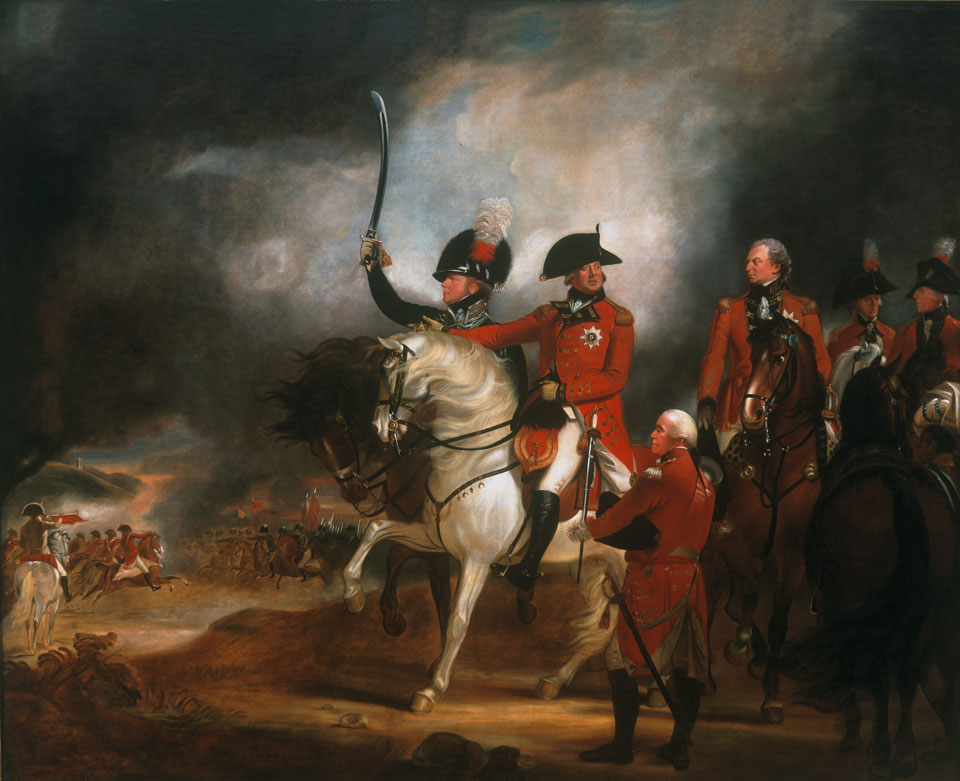
Revue de cavalerie (George III reviewing the 10th Light Dragoon), 1798

Ce cheval a été apprécié de différents peintres, car sa couleur claire permet de créer un contraste en peinture, par comparaison aux robes sombres des autres chevaux. Adonis a été immortalisé quatre fois en peinture par James Ward, dont une fois durant les années 1820, sous George IV,. Sa représentation la plus célèbre est celle que créée William Beechey en 1798 dans George III reviewing the 10th Light Dragoon.
Il est vraisemblablement représenté à la craie blanche sous forme de silhouette sur l'herbe d'une prairie où le roi avait séjourné près de Weymouth, la silhouette a été découverte en 1808.